# Trudeliese Schmidt
Trudeliese Schmidt (ur. 7 listopada 1942 w Saarbrücken, zm. 24 czerwca 2004 tamże) – niemiecka śpiewaczka operowa, mezzosopran.

## Życiorys
Ukończyła szkołę handlową, jednocześnie uczyła się śpiewu w Saarbrücken i Berlinie. Debiutowała w 1965 roku w teatrze miejskim w Saarbrücken. Następnie śpiewała w Wiesbaden, a w 1969 roku otrzymała angaż do Deutsche Oper am Rhein w Düsseldorfie. Występowała w czołowych niemieckich teatrach operowych. W 1974 roku odbyła tournée po Japonii. W 1976 roku kreowała rolę Dorabelli w Così fan tutte na festiwalu operowym w Glyndebourne. W 1985 roku wystąpiła w Watykanie na koncercie dla Jana Pawła II, śpiewając jako solistka w Requiem d-moll W.A. Mozarta pod batutą Herberta von Karajana. W 1989 roku wystąpiła w mediolańskiej La Scali, gdzie kreowała partię Fatimy w Oberonie Carla Marii von Webera.
Do jej popisowych ról, oprócz Dorabelli w Così fan tutte, należały Oktawian w Kawalerze srebrnej róży, Cherubin w Weselu Figara, Kompozytor w Ariadnie na Naksos, Izabella we Włoszce w Algierze, Małgosia w Jasiu i Małgosi.